# Viadana ordinaria
Viadana ordinaria  (лат.) — вид кузнечиков из подсемейства Phaneropterinae. Южная Америка: Эквадор. 

## Описание
Кузнечики среднего размера (длина тела около 2 см, крылья до 38 мм, надкрылья до 27 мм, заднее бедро 14 мм). От близких видов отличается желтовато-розовыми продольными линиями позади глаз и строением гениталий самца. Основная окраска зелёная с желтовато-белыми и красновато-коричневыми отметинами. Головной рострум узкий; передняя часть его верхнего бугорка узкая и довольно короткая (не проецируется вперед по отношению к ее нижнему бугорку). Переднеспинка имеет короткие боковые лопасти.

## Систематика и этимология
Вид включён в состав подрода Arcuadana Gorochov & Cadena-Castañeda, 2015.
Впервые был описан в 2015 году российским энтомологом Андреем Васильевичем Гороховым (Зоологический институт РАН, Санкт-Петербург) совместно с колумбийским биологом О. Кадена-Кастаньедой (O.J. Cadena-Castañeda; Universidad Distrital Francisco José de Caldas, Богота, Колумбия). 
Видовое название V. ordinaria происходит от латинского слова «ordinaria» (нормальный, обычный).